# الفيلق التاسع عشر (الفيرماخت)
فيلق الجيش التاسع عشر (بالألمانية: XIX Armeekorps) كان فيلق مدرع للفيرماخت الألماني بين 1 يوليو 1939 و 16 نوفمبر 1940، عندما تم تغيير اسم الوحدة Panzer Group 2 (الألمانية: Panzergruppe 2 ) ولاحقًا جيش بانزر الثاني (الألمانية: 2. بانزرارمي ). شارك في غزو بولندا ومعركة فرنسا.